# Kalomel
Het mineraal kalomel is een kwik-chloride, meer precies kwik(I)chloride, met de chemische formule Hg2Cl2.

## Naamgeving
De naam van het mineraal kalomel is afgeleid van de Griekse woorden kalos (mooi) en melas (zwart). Het mineraal wordt naar een van de vindplaatsen soms ook terlinguaïet genoemd.

## Eigenschappen
Het wit tot geelwitte, grijs tot geelgrijze of bruine kalomel heeft een vaal geelwitte streepkleur en een slechte splijting volgens de kristalvlakken [100] en [011]. Het kristalstelsel is tetragonaal. De gemiddelde dichtheid is 6,45 en de hardheid is 1,5 tot 2. De kristallen komen voor als plaatvormige tot prismatische eenheden, die soms als tweelingkristal worden waargenomen. Soms komt kalomel voor als een aardachtige massa (aggregaten). De breuk is schelpvormig (conchoïdaal). Kalomel sublimeert bij 400°C.
Kalomel is noch magnetisch, noch radioactief.

## Voorkomen
Kalomel komt voornamelijk voor in geoxideerde kwikafzettingen. De typelocatie is Terlingua, Texas, VS. Kalomel wordt meestal aangetroffen in aanwezigheid van cinnaber en eglestoniet.